# 稲場巧
稲場 巧（いなば たくみ、2002年7月24日 - ）は、ジャパンラグビーリーグワンの静岡ブルーレヴズに所属するラグビーユニオン選手。

## 略歴
奈良県の生駒市立生駒中学校から、近畿大学附属高等学校に進学。
高校3年生の時、全国高校ラグビーフットボール大会の大阪府第3地区予選 準々決勝で、強豪校である常翔学園高等学校に5-80で大敗。スポーツ推薦の条件を満たさず、付属高からの一般推薦で近畿大学経済学部に進学。スポーツ推薦ではないため、学業との両立に苦心した。
2021年7月、大学1年で関西大学春季トーナメントに右プロップ控えで出場した。9月の関西大学ラグビーフットボールリーグ第1節から、先発で出場。2年時から4年時まで先発出場を続けた。4年時には、関東ラグビーフットボール協会100周年記念大会に西軍代表としてプレーした。
2025年1月21日、ジャパンラグビーリーグワンの静岡ブルーレヴズにアーリーエントリーでの入団を発表した。同年3月22日に行われたJAPAN RUGBY LEAGUE ONE第12節交流戦ブラックラムズ東京戦にて途中出場でリーグワン公式戦初出場を果たした。同月、近畿大学卒業。